# Scybalocanthon imitans
Scybalocanthon imitans là một loài bọ cánh cứng trong họ Bọ hung (Scarabaeidae).